# トニー・リーヴス
トニー・リーヴス（Tony Reeves、1943年4月18日 - ）は、イングランドのベーシスト/コントラバス奏者であり、「非常に際立った複雑なベース・サウンド」と電子効果の使用で有名である。
ロック・バンドのコロシアム、グリーンスレイドのオリジナル・メンバーとして知られる。
イギリスのサウンド・テクノロジー企業であるMTR Professional Audioの責任者でもあり、30年近く事業を行っている。

## 略歴
リーヴスはサウスイースト・ロンドンのニュー・エルサムで生まれた。10代の頃、オーケストラのコントラバスを学び、ルイシャムにあるコルフェス・グラマー・スクールの同級生だったデイヴ・グリーンスレイド（キーボード）とジョン・ハイズマン（ドラムス）と地元のジャズ志向のグループ（時にはウェス・ミンスター・ファイヴ）で共演した。
ジャズに熱心なリーヴスはニュー・ジャズ・オーケストラで演奏し、多くのスタンダード・ナンバーを学んだ。彼は音楽業界で数年間働いており、最初はデッカ・レコードの品質管理部門で中世のクラシック音楽からチャビー・チェッカーまで様々な音源を聴き、トニー・ダマトのアシスタント・プロデューサーを務め、4年後、パイ・レコードのレコード・プラガー（販促担当）となった。
1964年後半、彼はパイのためのリリースを提案し、演奏を行い、Sounds Orchestralの「Cast Your Fate to the Wind」というインストゥルメンタルの全英ヒットを出した。彼はパイでトニー・ハッチのアシスタントとなり、その後、CBSやポリドールにおけるフリーランスのプロデューサーとなり、グリニッジ・グラモフォン・カンパニーのクリエイティブ・ディレクターとなった。また1965年にマイク・テイラー・カルテットのメンバーとしてアルバム『Pendulum』をレコーディングし、デイヴィ・グレアムのアルバム『フォーク、ブルース&ビヨンド』（1965年）と『ミッドナイト・マン』（1966年）のレコーディングに参加した。
彼はその後まもなく、ジョン・メイオール&ザ・ブルースブレイカーズに加入したハイズマンがジョン・メイオールに彼を推薦する直前に、エレクトリックベースを弾くようになった。1967年、ジョン・マクヴィーの後任としてザ・ブルースブレイカーズに加入し、メイオール、ハイズマン、ディック・ヘクストール＝スミス（サクソフォーン）、ミック・テイラー（ギター）らとアルバム『ベア・ワイヤーズ』（1968年）をレコーディングした。そして同年、ハイズマン、グリーンスレイド、ヘクストール＝スミスらとコロシアムを結成した。
彼は2枚のアルバムの制作に参加した後、セッション仕事とプロデュースに専念するためコロシアムを脱退した。後は、ウッズ・バンド、サンディ・デニー（『海と私のねじれたキャンドル』）、ポール・ケント、ジョン・マーティン（『Bless the Weather』）、デイ・オブ・フェニックス、デンマークのバーニング・レッド・アイヴァンホー、クリス・デ・バーと共に演奏した。1972年にはデイヴ・グリーンスレイドに再び合流してグリーンスレイドを結成した。
リーヴスは1974年までグリーンスレイドに籍を置き、3枚のアルバムのレコーディングに参加した。脱退はコロシアムの時と同様、プロデューサーとしてのキャリアに集中したいという願望によるものだった。
1973年、マイク・テイラーへのトリビュート・アルバム『マイク・テイラー・リメンバード』で、ニール・アードレイ、ハイズマン、イアン・カー、バーバラ・トンプソン、その他の現代ブリティッシュ・ジャズの名だたるプレーヤーたちと共演。1975年から1976年までロック・バンドのカーヴド・エアに在籍。元コロシアムのヘクストール＝スミスと元カーヴド・エアのミック・ジャック（ギター）と結成したジャズ・バンドのビッグ・チーフで演奏した。
彼は今でもビッグ・チーフ、ブルー・アンバ (Blue Amba)、ザ・ウォーソッグス (The Warthogs)と共演していて、隔週火曜日にセラーバーのカムデンタウン（デイヴィ・グレアムの地元）にある会員制パブでコントラバスを演奏している。そこで彼はマルチ・インストゥルメンタル奏者でソングライターのJC・キャロルと出会い、散発的に一緒に演奏したりレコーディングを行っている。彼等はアスコットにおける最初のショーで一緒にライブ・アルバムを録音した。彼等は、価値あるアコースティックなアルバムを探求するという拡張されたラーガに取り組んでいると理解されている。